# Mormia flagellifera
Mormia flagellifera är en tvåvingeart som först beskrevs av Freeman 1949.  Mormia flagellifera ingår i släktet Mormia och familjen fjärilsmyggor. Inga underarter finns listade i Catalogue of Life.